# Коули, Салливан
Салливан Коули (род. 15 мая 1996 года) — американский боец смешанных единоборств, представитель полутяжёлой весовой категории. Профессиональном карьеру начал в 2020 году. Известен по участию в престижной лиге Bellator. 

## Статистика ММА
| Боёв 3   | Побед 3 | Поражений 0 |
| -------- | ------- | ----------- |
| Нокаутом | 3       | 0           |
| Сдачей   | 0       | 0           |
| Решением | 0       | 0           |

| Результат | Рекорд | Соперник         | Способ                                                | Турнир                            | Дата            | Раунд | Время | Место          | Примечание         |
| --------- | ------ | ---------------- | ----------------------------------------------------- | --------------------------------- | --------------- | ----- | ----- | -------------- | ------------------ |
| Победа    | 6-1    | Хамза Салим      | Техническим сабмишном (удушение ручным треугольником) | Bellator 298: Сторли - Уорд       | 11 августа 2023 | 1     | 4:24  | Су-Фолс, США   |                    |
| Поражение | 5-1    | Люк Трэйнер      | Сабмишном (удушение сзади)                            | Bellator 293: Голм - Джеймс       | 31 марта 2023   | 1     | 2:58  | Темекьюла, США |                    |
| Победа    | 5-0    | Джей Рэдик       | Нокаутом (удары)                                      | Bellator 288: Немков - Андерсон 2 | 18 ноября 2022  | 1     | 1:01  | Чикаго, США    |                    |
| Победа    | 4-0    | Тайсон Джеффрис  | Нокаутом (удар коленом)                               | Bellator 284: Грейси - Ямаучи     | 12 августа 2022 | 1     | 1:39  | Су-Фолс, США   |                    |
| Победа    | 3-0    | Бен Пэрриш       | Техническим нокаутом (удары)                          | Bellator 273: Бейдер - Молдавский | 29 января 2022  | 1     | 4:35  | Финикс, США    |                    |
| Победа    | 2-0    | Деон Клэш        | Техническим нокаутом (удары локтями и руками)         | Bellator 268: Немков - Энгликас   | 16 октября 2021 | 1     | 4:59  | Финикс, США    |                    |
| Победа    | 1-0    | Джейсон Марклэнд | Техническим нокаутом (удары)                          | Bellator 253: Колдвелл - МакКи    | 19 ноября 2020  | 1     | 0:28  | Анкасвилл, США | Дебют в проф. ММА. |